# Cilnis
Els Cilnis (en llatí plural Cilnii) eren una poderosa família etrusca de la ciutat d'Arretium, que tradicionalment havia estat amiga de Roma i considerats nobles (lucumones), ja que algun membre de la família podia haver estat rei en temps antics.
Van ser expulsats de la seva ciutat l'any 301 aC pel partit nacional, però els romans els van restaurar. En algunes tombes que s'han trobat, el seu cognom apareix sota la forma etrusca de Cfenle o Cfelne, llatinitzada a Cilnius, de la mateixa manera que el nom etrusc Lecne va ser canviat a Licinius.
El primer membre molt destacat de la família va ser Gai Cilni Mecenàs, amic íntim d'August.